# Anapa
Anapa (tiếng Nga: Анапа) là một thành phố nghỉ dưỡng thuộc chủ thể Krasnodar Krai, Nga, nằm ở bờ biển phía Bắc của Biển Đen gần biển Azov. Dân số thành phố là 94 340 người (năm 2021).